# Clocotici, Caraș-Severin
Clocotici (croată Klokotič) este un sat în comuna Lupac din județul Caraș-Severin, Banat, România.

## Geografie
Satul din centrul Judetului Caraș-Severin, numit și Klokotici (în croată), se află la o distanță de 17 kilometri de Reșița și este populat preponderent de croați. În prezent este supus depopulării din pricina emigrării masive a locuitorilor spre Croația și Europa Occidentală.

## Turism
Principalul obiectiv turistic este biserica din centrul satului, care a fost renovată în vara lui 2003. Este cea mai spațioasă biserică a județului. 
Printre evenimentele importante se numără și vizitele mladih hrvata (tinerilor croați), festivitate ce are loc, de regulă, în căminul cultural al satului.

## Legături externe

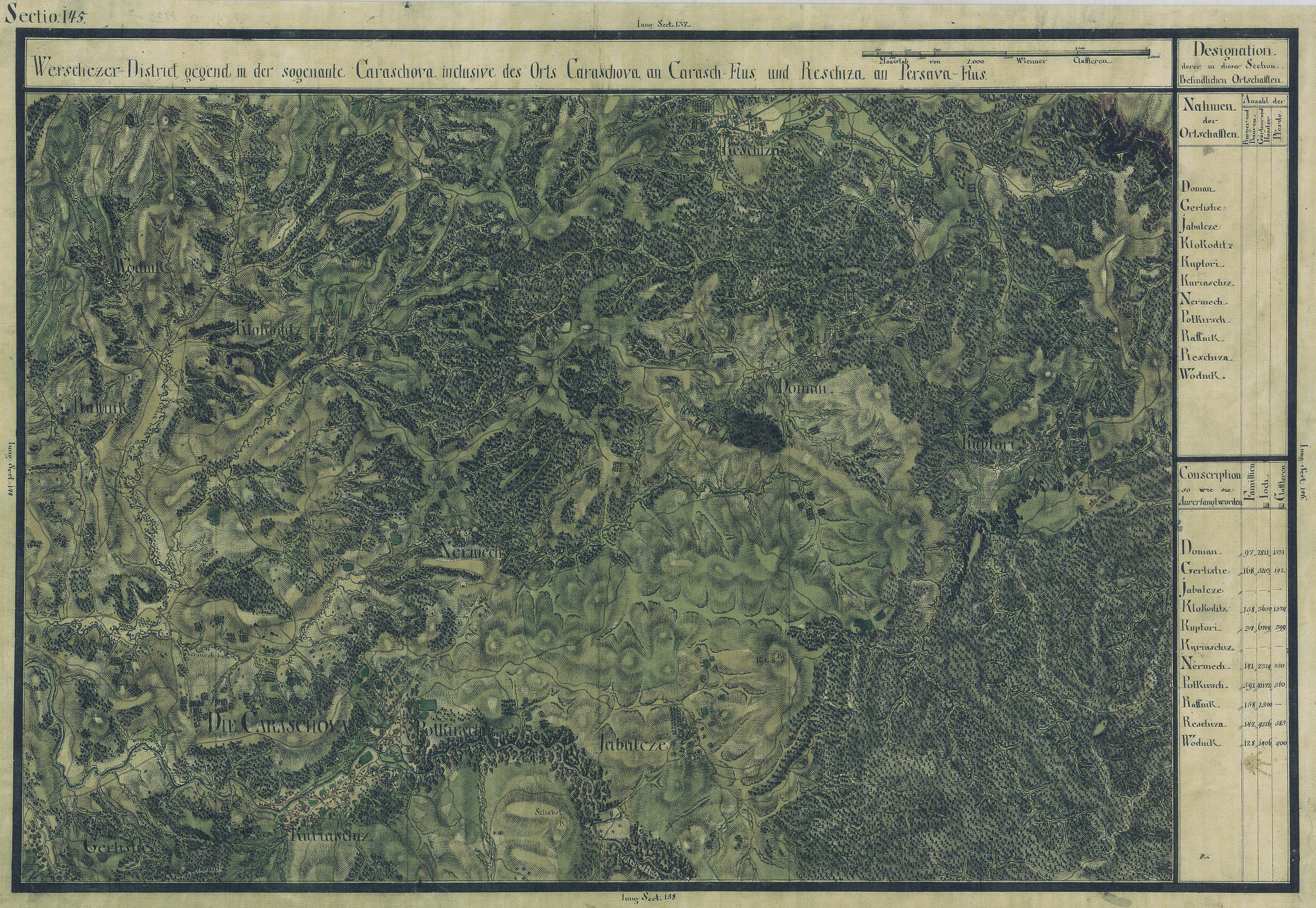
Clocotici în Harta Iosefină a Banatului, 1769-72